# Conversione di san Paolo (Caravaggio Odescalchi)
La Conversione di san Paolo (o Conversione di Saulo) è un dipinto a olio su tavola di cipresso (237 × 189 cm), realizzato tra il 1600 e il 1601 dal pittore Caravaggio. Di proprietà della famiglia romana Odescalchi, è chiamato anche Caravaggio Odescalchi per distinguerlo da un altro dipinto sullo stesso tema, conservato nella cappella Cerasi della basilica di Santa Maria del Popolo a Roma.
Tra le pochissime opere di Caravaggio ancora in mano privata, la Conversione Odescalchi è sicuramente il dipinto di maggiore qualità e di attribuzione incontrovertibile.

## Storia
Quest'opera, assieme alla scomparsa Crocifissione di san Pietro, fu commissionata nel settembre 1600 da Monsignore Tiberio Cerasi (Tesoriere Generale della Camera Apostolica sotto il papato di Clemente VIII), per essere poi posizionate nella cappella che il prelato aveva acquistato nella chiesa di Santa Maria del Popolo a Roma. Lo stesso Cerasi incaricò Carlo Maderno di ristrutturare la cappella e commissionò ad Annibale Carracci la pala d'altare raffigurante l'Assunzione della Vergine Maria.
Ma il 4 maggio 1601 il Cerasi morì, quando i lavori di restauro della cappella non erano ancora iniziati. Lo stesso Caravaggio non poté pertanto consegnare le sue due opere (che tuttavia gli vennero pagate, il 10 novembre 1601, dall'Ospedale della Consolazione, beneficiario dell'eredità del Cerasi, seppur a un prezzo inferiore rispetto a quello pattuito); decise pertanto di conservarle entrambe presso il suo studio in attesa del compimento dei lavori di restauro della cappella.

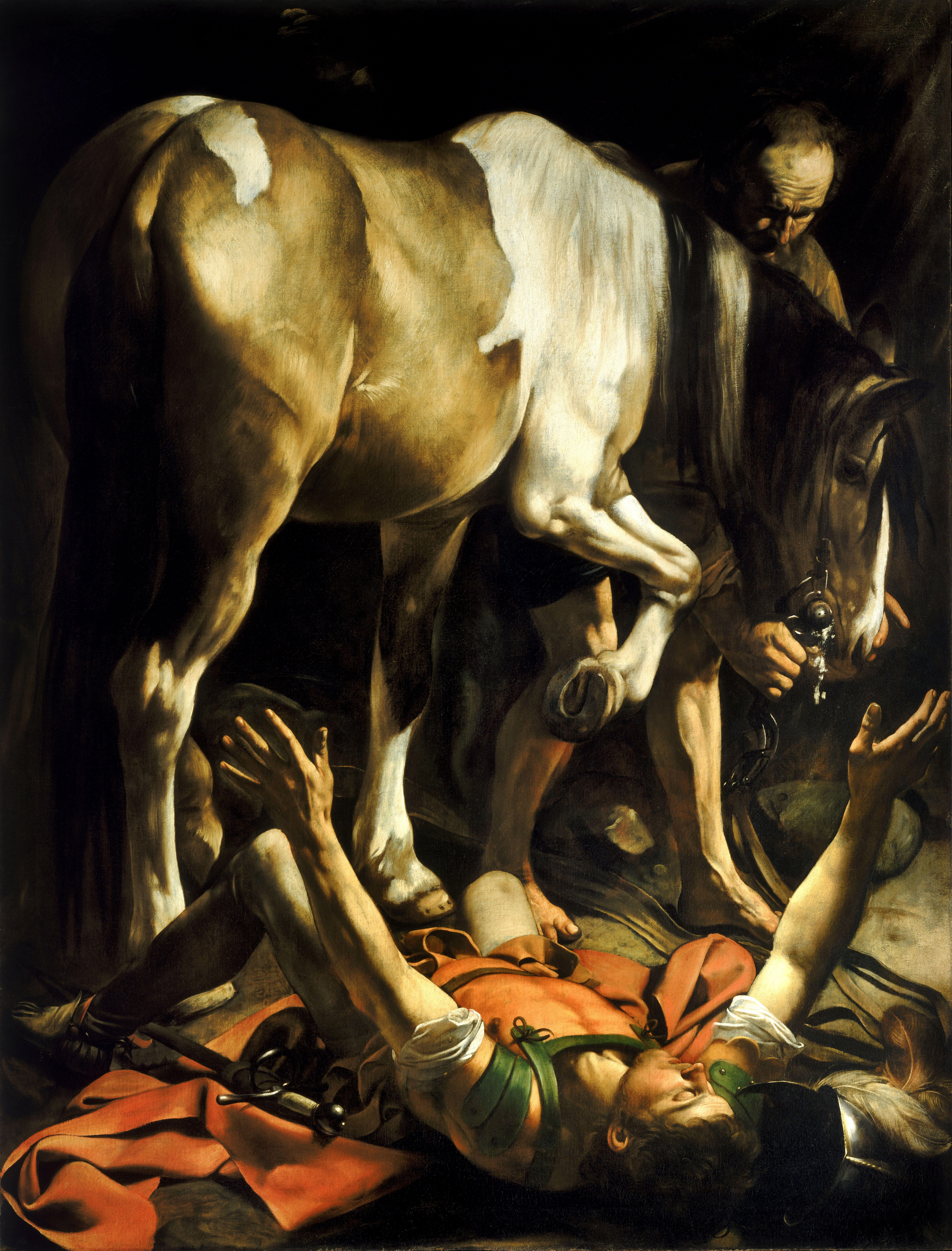
La seconda versione della Conversione di Paolo

Successivamente, in virtù di un nuovo accordo con gli eredi del Cerasi, Caravaggio realizzò una seconda versione su tela di entrambi i dipinti, i quali nel maggio 1605 vennero collocati nella cappella ristrutturata. Si tratta pertanto di due dipinti su tela (non su tavola di cipresso come pattuito col Cerasi nel 1600) differenti da quelli conservati nel proprio studio e realizzati cinque anni prima.
Le spiegazioni degli storici dell'arte sulla realizzazione di due opere differenti sono due. La prima si basa su quanto affermò il pittore e biografo Giovanni Baglione, acerrimo rivale del Caravaggio, secondo cui i primi dipinti realizzati «non piacquero al padrone» e «se li prese il cardinal Sannesio». D'altro canto, la mancanza di fonti conosciute in merito a un possibile rifiuto teologico o stilistico delle opere, e il fatto che il Cerasi, morto nel 1601, potrebbe non aver mai visto le opere completate, fanno pensare gli storici anche a un'altra ipotesi. Quella cioè che i due dipinti non siano stati più ritenuti idonei dallo stesso Caravaggio in seguito al completamento dei lavori di restauro della cappella, dai quali derivò una nuova e più ridotta spazialità architettonica.
I due dipinti originali (sia la Conversione di san Paolo che la Crocifissione di Pietro) passarono di mano diverse volte: furono dapprima acquistate dal cardinale Giacomo Sannesio, che le vendette poi allo spagnolo Giovanni Alfonso Enriquez de Cabrera, nono Almirante di Castiglia e viceré di Sicilia e di Napoli fino al 1646, che le portò con sé a Madrid nel 1647. La Conversione di san Paolo fu in seguito venduta separatamente al nobile genovese Agostino Ayrolo e poi al cognato Francesco Maria Balbi. Successivamente per via ereditaria finì nella raccolta della principessa Vittoria Odescalchi-Balbi di Piovera, ed ancora per discendenza alla famiglia Odescalchi di Roma, che oggi la possiede. Non si conosce la sorte della Crocifissione di san Pietro, attestata ancora nel 1691 nella collezione di Madrid. Una copia del soggetto fu eseguita da Lionello Spada ed è conservata al Museo dell'Ermitage a San Pietroburgo.

## Descrizione
La scena ritrae il momento topico della conversione di Paolo (descritto in Atti 26,12-18): quello in cui a Saulo, sulla via di Damasco, appare Gesù Cristo in una luce accecante che gli ordina di desistere dal perseguitarlo e di diventare suo «ministro e testimone». Caravaggio raffigura Gesù come assistito e sorretto da un angelo, mentre Paolo, caduto dal cavallo, con le mani a coprire gli occhi accecati dalla luce divina, è affiancato da un anziano armigero.
Il fiume che si scorge dietro le figure è l'Aniene.

## Esposizioni
Nel mese di novembre 2006, opportunamente restaurato da Valeria Merlini e Daniela Storti, il Caravaggio Odescalchi fu esposto per la prima volta al pubblico nella cappella Cerasi di Santa Maria del Popolo, di fianco alla seconda versione dell'opera. Fu così possibile vedere per la prima volta le due versioni a confronto.
Dal 16 novembre 2008 fino al 20 dicembre 2008 il capolavoro di Caravaggio è stato esposto a Palazzo Marino a Milano; dal 20 febbraio al 13 giugno 2010 alle Scuderie del Quirinale. In occasione di quest'ultima mostra la tavola fu assicurata per un valore di 100 milioni di euro.